# Фредерісія (футбольний клуб)
«Фредерісія» (дан. Fredericia) — данський професійний футбольний клуб з міста Фредерісія. Заснований у 1991 році.